# روبن إيفانز
روبن إيفانز (بالإنجليزية: Robin Evans)‏ هو مهندس معماري بريطاني، ولد في 8 مايو 1944، وتوفي في 19 فبراير 1993.